# Nahuatlato
Nahuatlate (Nahuatlato), jedno od nestalih plemena i jezika Nahua Indijanaca iz Nikaragve. Nahuatlate su ostaci onih Nahua koji su se selili na jug i vjerojatno stime istog porijekla kao i njima srodni Pipil i Nicarao Indijanci, po kojima je Nikaragva dobila ime. Nahuatlate su se nastanili na pacifičkoj obali uz zaljev Fonseca (Golfo De Fonseca) kojega je 1522 otkrio Gil Gonzalez de Avila.